# پالامپیدی
پالامپیدی (به لاتین: Palampiddi) یک منطقهٔ مسکونی در سری‌لانکا است که در ناحیه منار واقع شده‌است.